# غوذبيرغور بيرغسون
غوذبيرغور بيرغسون (بالآيسلندية: Guðbergur Bergsson) هو كاتب آيسلندي ولد في مدينة غريندافيك (Grindavík) في 16 أكتوبر عام 1932. التحق بجامعة آيسلندا للحصول على درجة تدريس ثم درس الأدب في جامعة برشلونة. وهو أحد المترجمين البارزين للأعمال الإسبانية في آيسلندا.
صدر كتابه الأول في عام 1961. وأصدر قرابة عشرين كتابًا في الشعر وأدب الأطفال. وقد فاز بجائزة الأدب الأيسلندية مرتين. في عام 2004، فاز بجائزة الأكاديمية السويدية الشمالية، والمعروفة باسم جائزة «نوبل الصغيرة».
بيرغسون مثلي الجنس، وقد التقى في برشلونة، بالناشر والكاتب الإسباني مثلي الجنس خايمي ساليناس بونماتي (1925 - 2011) الذي دخل معه في علاقة وخطبه وعاش معه حتى موت الآخير في سنة 2011 ودفنه في «غريندافيك».

## أعماله الأدبية
| الكتاب (العنوان الأصلي بالآيسلندية)                     | العنوان بالعربية                                     | تاريخ الصدور |
| ------------------------------------------------------- | ---------------------------------------------------- | ------------ |
| Músin sem læðist                                        | الفأر                                                | 1961         |
| Tómas Jónsson                                           | توماس يونسون                                         | 1966         |
| Ástir samlyndra hjóna                                   | الزوجان الحبيبان                                     | 1967         |
| Anna                                                    | آنا                                                  | 1968         |
| Það sefur í djúpinu                                     | تنام في العمق                                        | 1973         |
| Hermann og Dídí                                         | هيرمان وديدي                                         | 1974         |
| Það rís úr djúpinu                                      | ترتفع من الأعماق                                     | 1976         |
| Saga af manni sem fékk flugu í höfuðið                  | قصة رجل حصل على ذبابة في رأسه                        | 1979         |
| Sagan af Ara Fróðasyni og Hugborgu konu hans            | قصة آرا فروسون وهوجور، زوجته                         | 1980         |
| Sagan af Ara Fróðasyni og Hugborgu konu hans            | لا يزال القلب يعيش في كهفه                           | 1982         |
| Leitin að landinu fagra                                 | البحث عن معرض البلد                                  | 1985         |
| Froskmaðurinn                                           | الرجل الضفدع                                         | 1985         |
| Svanurinn                                               | البجعة                                               | 1991         |
| Sú kvalda ást sem hugarfylgsnin geyma                   | حب الحب محير للعقل                                   | 1993         |
| Ævinlega                                                | إلى ما لانهاية                                       | 1994         |
| Lömuðu kennslukonurnar                                  | مشكلة المعلمين                                       | 2004         |
| Leitin að barninu í gjánni- Barnasaga ekki ætluð börnum | البحث عن الطفل في الفجوة - قصة طفل غير مخصصة للأطفال | 2008         |
| Missir                                                  | مفقود                                                | 2010         |
| Hin eilífa þrá                                          | الشوق الدائم                                         | 2012         |
| Þrír sneru aftur                                        | ثلاث عودات                                           | 2014         |